# Ганин, Юрий Романович
Юрий Романович Ганин (род. 12 февраля 1939) — советский футболист, полузащитник.

## Биография
Юрий Ганин родился 12 февраля 1939 года.
Воспитанник московского футбола.
Играл на позиции полузащитника. Начал карьеру в 1958 году во второй группе класса «А» в составе «Энергии» из Волжского. В первом сезоне провёл 5 матчей, во втором — 12.
В 1960 году выступал на том же уровне за ижевский «Зенит», в 1961—1962 годах — за владимирский «Трактор», в составе которого за два сезона провёл 45 матчей.
В 1963 году играл в первой группе класса «А» за московское «Торпедо», провёл 23 матча, забил 1 гол. В 1964 году также входил в заявку автозаводцев, но на поле не выходил.
В 1965 году перешёл в ярославский «Шинник». Сыграл во второй группе класса «А» 18 матчей, забил 1 мяч.
Последние три сезона в карьере провёл в классе «Б». В 1966—1967 годах выступал за костромской «Текмаш»/«Спартак», в сезоне-66 забил один мяч. В 1968 году защищал цвета «Колоса» из Павловской.